# Татька
Татька — река в России, протекает по Свердловской области. Устье реки находится в 63 км по правому берегу реки Анеп. Длина реки составляет 50 км.

## Притоки
- Тимьярка (пр)
- Ворош (лв)
- Тырханка (пр)
- Переховатый Падун (пр)
- Енишош (пр)
- Малая Татька (лв)
- Турья (пр)
- Малая Окширья (пр)
- Большая Окширья (пр)
- Полденная Татька (пр)
- Северная Татька (лв)

Система водного объекта: Анеп → Тавда → Тобол → Иртыш → Обь → Карское море.

## Данные водного реестра
По данным государственного водного реестра России, относится к Иртышскому бассейновому округу, водохозяйственный участок реки — Тавда от истока и до устья, без реки Сосьва от истока до водомерного поста у деревни Морозково, речной подбассейн реки — Тобол. Речной бассейн реки — Иртыш.
Код объекта в государственном водном реестре — 14010502512111200012588.